# 宮城峡蒸溜所

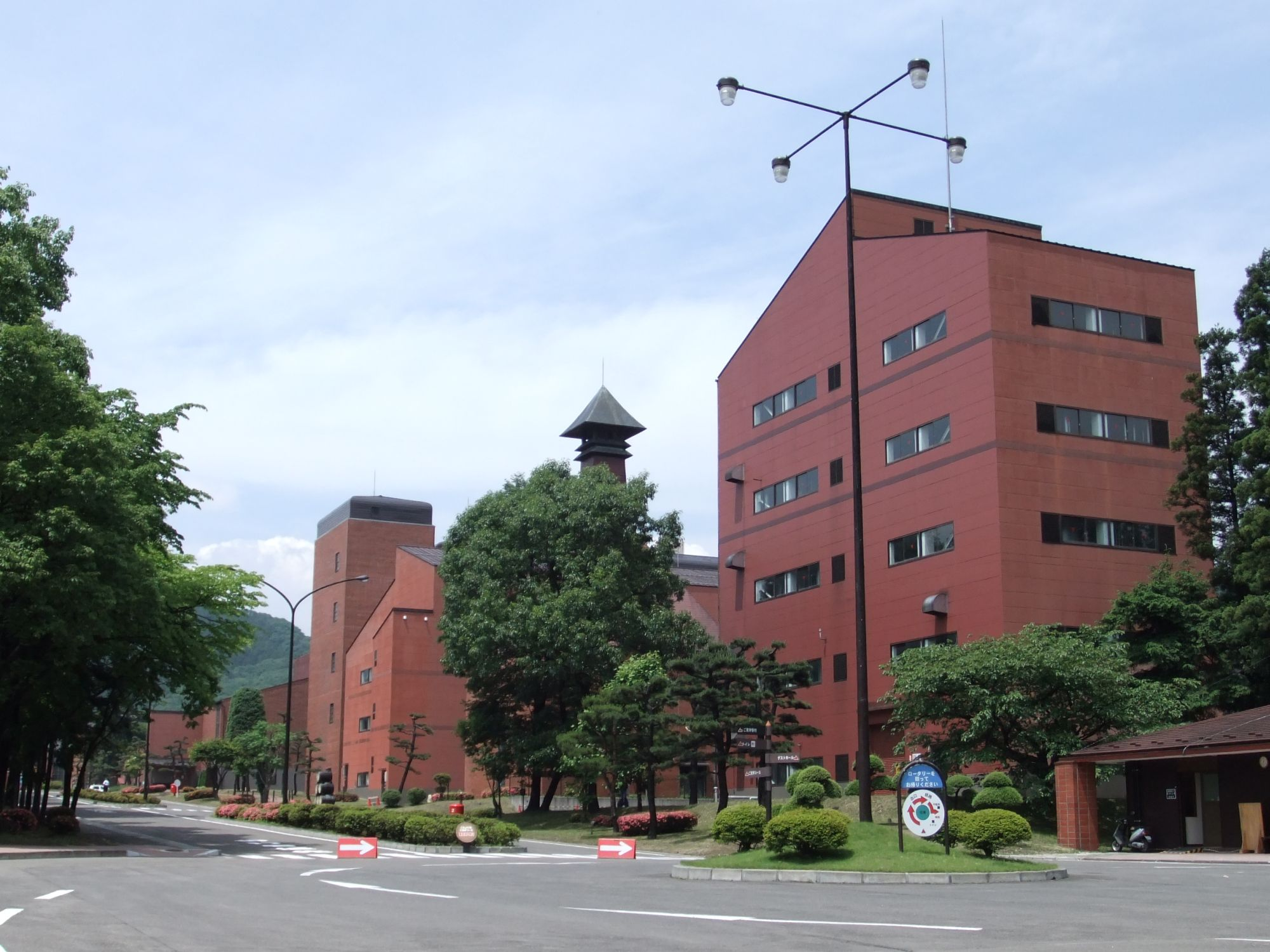
宮城峡蒸溜所（2011年6月）

宮城峡蒸溜所（みやぎきょうじょうりゅうしょ、英: Miyagikyo Distillery）は、宮城県仙台市青葉区ニッカ1番地にある、アサヒグループホールディングスの子会社であるニッカウヰスキーのウイスキー蒸溜所である。正式名称は「ニッカウヰスキー株式会社仙台工場」であるが、「ニッカウヰスキー仙台工場」「ニッカ仙台工場」「ニッカウヰスキー仙台工場宮城峡蒸溜所」「ニッカウヰスキー宮城峡蒸溜所」「仙台宮城峡蒸溜所」などとも表記される。ニッカウヰスキーの第二の蒸溜所として1969年（昭和44年）に設立された。敷地面積は20万平方メートル。ニッカウヰスキー創業者の竹鶴政孝が川の水で作ったブラックニッカの水割りの風味に納得して、ここへの工場建設を即決したという逸話がある。
北海道工場である余市蒸溜所と並ぶニッカウヰスキーの原酒工場であり、スコッチ・ウイスキーの本場であるスコットランドの風土に例えて「ハイランド余市とローランド宮城峡」と表現されることもある。宮城峡蒸溜所は「宮城峡」をはじめとしたシングルモルトウイスキーのほか、トウモロコシが主原料であるグレーンウイスキーを製造する。余市の製品が「男性的」であるのに対して、宮城峡は「女性的」とも評価される。

## 沿革
1964年（昭和39年）5月4日に開始されたGATTケネディ・ラウンドにおいて、高度経済成長を実現した日本に対しイギリスなどから輸入洋酒の関税が高過ぎると圧力を受けた。外圧に抗しきれなくなった日本政府は、1971年（昭和46年）1月1日から洋酒の完全自由化を、1972年（昭和47年）4月1日からはウイスキー等の関税引き下げを実施することになった。また、世界的な固定相場制から変動相場制移行の中で英ポンドの為替レートは、1967年（昭和42年）まで1ポンド=1,008円の固定レートだったが、1973年（昭和48年）には年平均で1ポンド=約650円へと下落。その結果、輸入量が増大して「第三次ウイスキー戦争」とも呼ばれる状況に陥いることになる。さらに、1967年（昭和42年）から団塊の世代（1947年～1949年生まれ）が飲酒可能年齢の20歳に達し始め、国内の酒販市場拡大が期待された。
ニッカウヰスキーでは、製品の拡大を図るために1967年（昭和42年）から竹鶴威が中心となり本格的に北海道工場（余市蒸溜所）の他に新たな原酒工場（蒸溜所）の候補地を探した。その際の条件は以下のものである。
- 余市がある北海道より南に位置すること[注釈 3]。
- 付近に水のきれいな河川があり、できれば平坦な土地であること。

調査の結果、仙台市都心部から西に約20キロメートルにある、新川川と広瀬川の合流地周辺が上述条件を満たしており、さらに両河川の温度差により靄がよく発生する場所でもあり、ウイスキーの貯蔵にも適していることが判明。同年5月12日に創業者の竹鶴政孝が訪れ、新川の水でブラックニッカの水割りを作って飲み水質を絶賛、すぐさまこの場所に建設を決定した。わずか2年後の1969年5月に竣工を迎えた。
バブル景気期になると、仙台工場が所在する宮城町は仙台市に編入合併され、住所が「宮城郡宮城町」から「仙台市」に変更となった。すると、蒸溜所名に「仙台宮城峡」を用いる製品が生まれ、「仙台宮城峡蒸溜所」「宮城峡蒸溜所」という名称が使われ始めた。酒販小売免許の需給調整要件の廃止やウイスキーの関税撤廃が進む中、2001年（平成13年）にニッカウヰスキーがアサヒビールの完全子会社となると、余市蒸溜所が国内初のSMWS認定 (No.116) されたのに伴って仙台工場も2000年代前半より商品名、SMWS認定 (No.124)、商標を通じて「宮城峡蒸溜所」として訴求するようになった。

### 年表
- 1967年（昭和42年）
  - 5月12日 - 新川川と広瀬川との合流地付近を余市に次ぐ第2の蒸溜所の建設地とすると竹鶴政孝が決定。
- 1968年（昭和43年）
  - 3月 - 竹鶴政孝の陣頭指揮により、宮城県宮城郡宮城町大字作並字戸崎原上に新工場が起工[注釈 6]。
  - 3月31日 - 国道48号と新工場建設地との間の広瀬川に架かるニッカ橋（北緯38度18分47.2秒 東経140度38分56.6秒 / 北緯38.313111度 東経140.649056度）が竣工し、工事車両の動線が確保される。
- 1969年（昭和44年）
  - 5月10日 - 落成[12]。仙台工場竣工を記念して「オールドニッカ」を発売[15]。同日の朝日新聞の全面広告の一文に「ハイランド余市とローランド宮城峡」と記される[注釈 2]。
  - 6月 - 住所が宮城県宮城郡宮城町ニッカ1番地となる[16][17]。
- 1976年（昭和51年） - 食品業界では初のコンピューターを導入[18]。
- 1981年（昭和56年） - 同年より毎年6月下旬に、自然保護の観点から新川川へのヤマメの稚魚1万匹の放流を実施[19]。
- 1983年（昭和58年）6月 - 緑化優良工場として通商産業大臣賞を受賞[20]。
- 1986年（昭和61年） - 緑化優良工場として内閣総理大臣賞を受賞[20]。
- 1987年（昭和62年）
  - 11月1日 - 宮城町が仙台市に編入合併されたことに伴い、住所が宮城県仙台市ニッカ1番地となる。
  - NHK大河ドラマ「独眼竜政宗」（放送期間：1987年1月4日 - 12月13日）が放送されたことで当地にも観光客が集まり、過去最高の約31万8000人の見学者が訪れた[21]。
- 1989年（平成元年）
  - 4月1日 - 仙台市の政令指定都市移行に伴い、住所が宮城県仙台市青葉区ニッカ1番地となる。
  - 5月 - 「NIKKA SINGLE MALT WHISKY "MIYAGIKYO" 12 YEARS OLD（仙台宮城峡モルト原酒）」発売。蒸溜所の名称が「SENDAI "MIYAGIKYO" DISTILLERY」と表記された。
- 1992年（平成4年） - 敷地内にガーデンハウス「赤レンガ」がオープン。
- 2001年（平成13年）4月 - ニッカウヰスキーがアサヒビールの完全子会社化。
- 2002年（平成14年）
  - 12月24日 - 「シングルカスク仙台宮城峡1990」を発売[22]。
  - 北海道工場余市蒸溜所が、世界最大のウイスキー愛好者団体「The Scotch Malt Whisky Society」(SMWS) から国内で初めて認定蒸溜所に指定された (No.116)[23]。

- 2003年（平成15年）

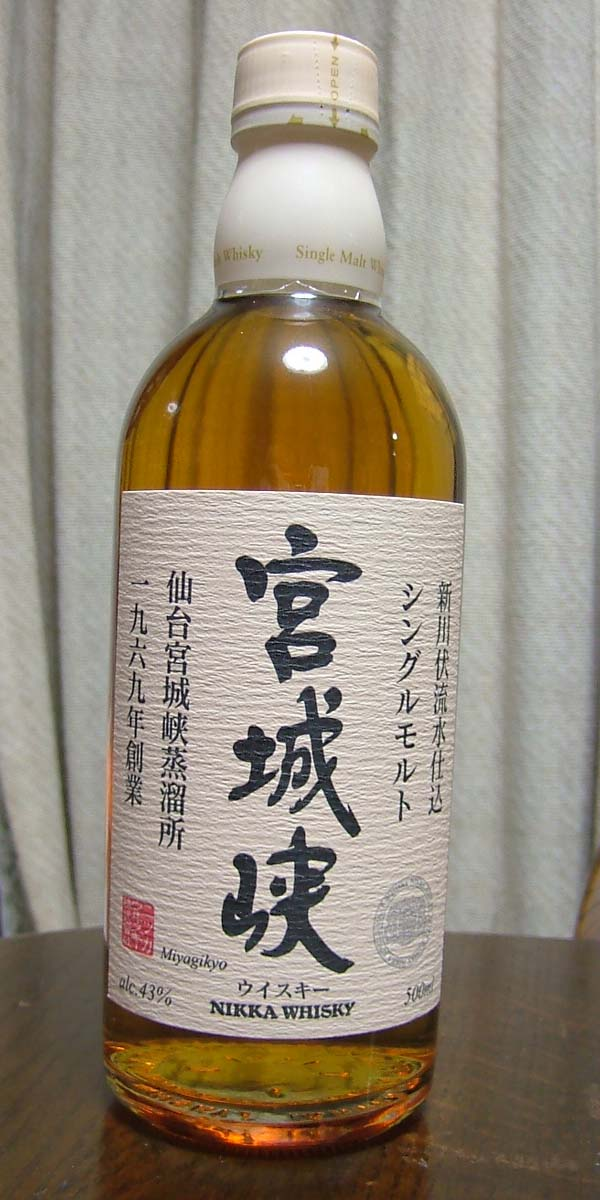
シングルモルト宮城峡

  - 「シングルモルト仙台」シリーズを「シングルモルト宮城峡」に変更。
- 2004年（平成16年）
  - 仙台工場宮城峡蒸溜所が、SMWS から認定蒸溜所に指定された (No.124)[注釈 7]。
  - 12月27日 - 「宮城峡」を商標出願（登録日：2005年7月29日）[24]。
- 2007年（平成19年）6月29日 - 「宮城峡蒸溜所」を商標出願（登録日：2010年12月10日）[25]。
- 2008年（平成20年）
  - 同年より毎年7月下旬に、新川川から仙台工場にかけての地区で「作並かっぱ祭り」を開催[26]。
  - 10月1日 - 「仙台・宮城デスティネーションキャンペーン」開幕（12月31日まで）。
- 2009年（平成21年）
  - 8月21日 - 「宮城峡蒸溜所」の商標に不服が申し立てられる（2010年11月8日に独占適応性が認められ、申し立て却下）[27]。
  - 同年の見学者数は16万人だった[28]。
- 2010年（平成22年）11月30日 - 「赤レンガ」が閉店。
- 2011年（平成23年）
  - 3月11日 - 東北地方太平洋沖地震（東日本大震災）で一部被災。順次、操業再開。
  - 4月27日 - 工場見学を再開。
- 2014年（平成26年）
  - 6月14日・15日 - 仙台工場の45周年を記念して「伊達美味ウイスキーフェスティバル supported by ニッカウヰスキー」を仙台市都心部の勾当台公園市民広場にて開催[29]。
  - 9月29日 - ニッカウヰスキーの創業者・竹鶴政孝とその妻・リタらをモデルにしたNHK連続テレビ小説『マッサン』が放送開始（2015年3月28日まで）。放送開始後、当蒸溜所には前年同月比で2倍を超える見学者が訪れた[30]。
- 2015年（平成27年）
  - 6月20日・21日 - 「伊達美味ウイスキーフェスティバル2015 supported by ニッカウヰスキー」を仙台市都心部の勾当台公園市民広場にて開催[31]
  - 見学者が1987年を超える過去最高の約33万8000人（前年比67%増）に上った[21]。
- 2016年（平成28年）
  - 7月9日・10日 - 「伊達美味ウイスキーフェスティバル2016 supported by ニッカウヰスキー」を仙台市都心部の勾当台公園市民広場にて開催[32]。
  - 8月2日 - ビジターセンター（建設費：約2億6千万円）の起工式を行った[21]。

## 設備

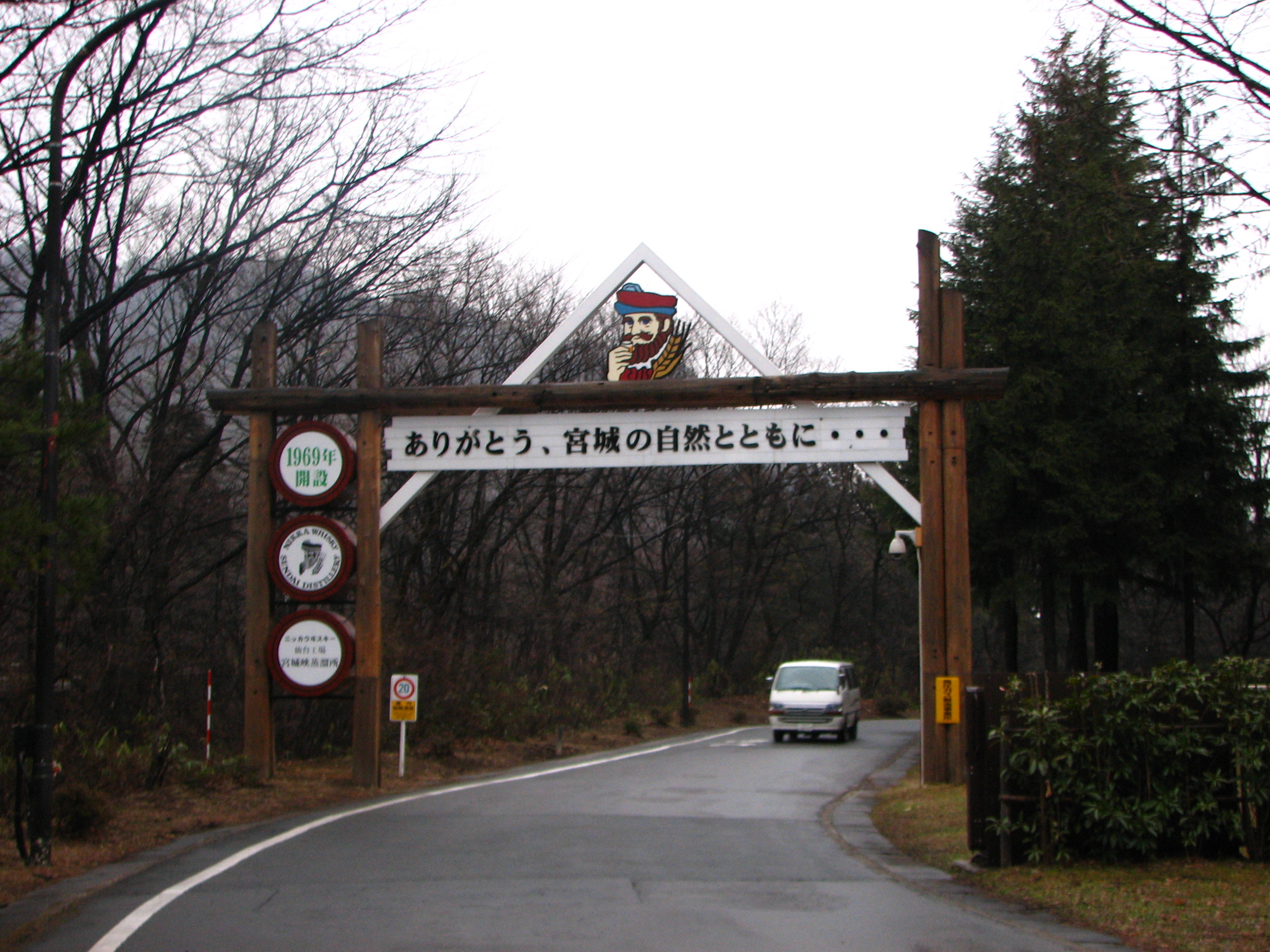
正門
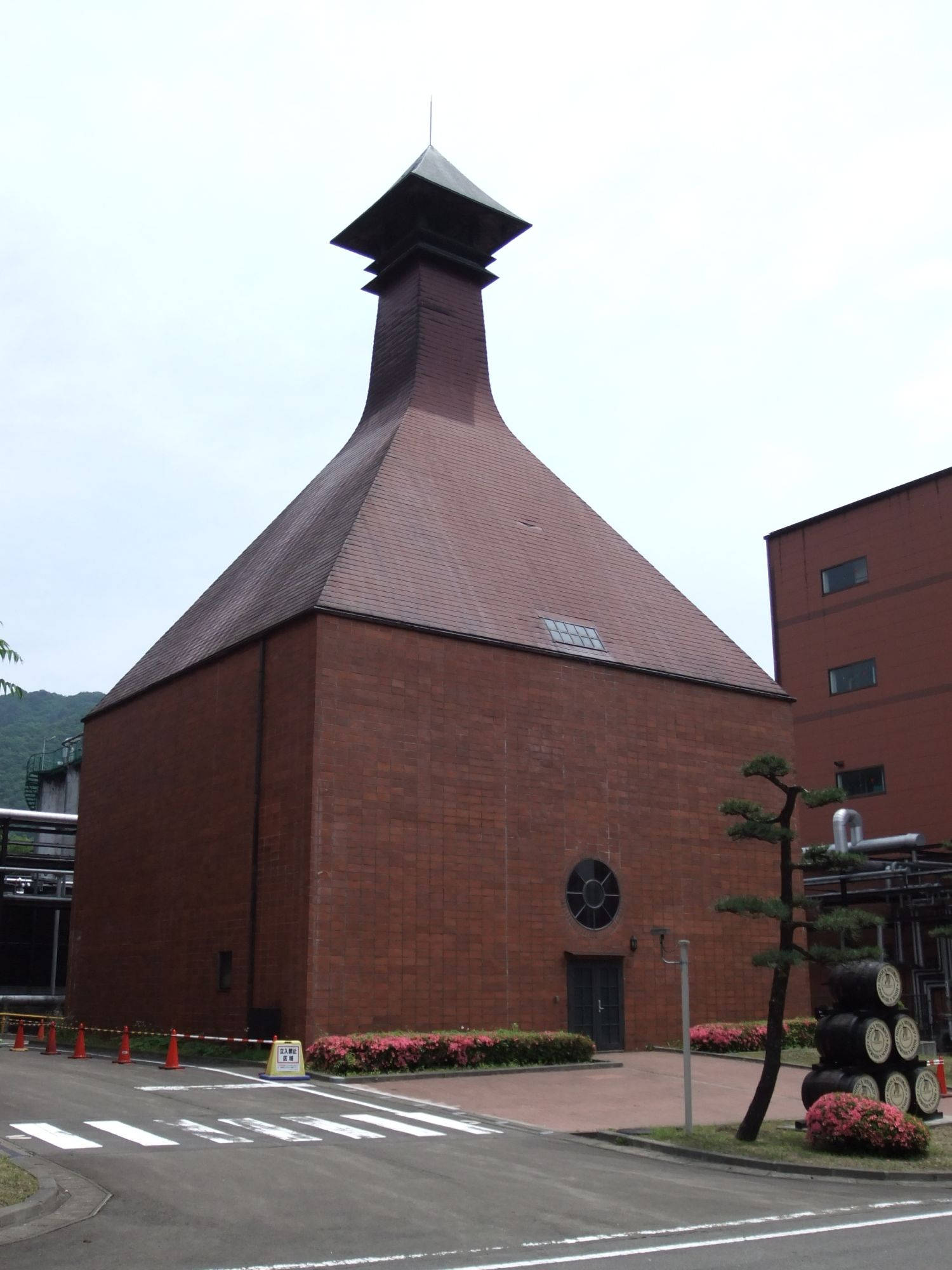
キルン塔
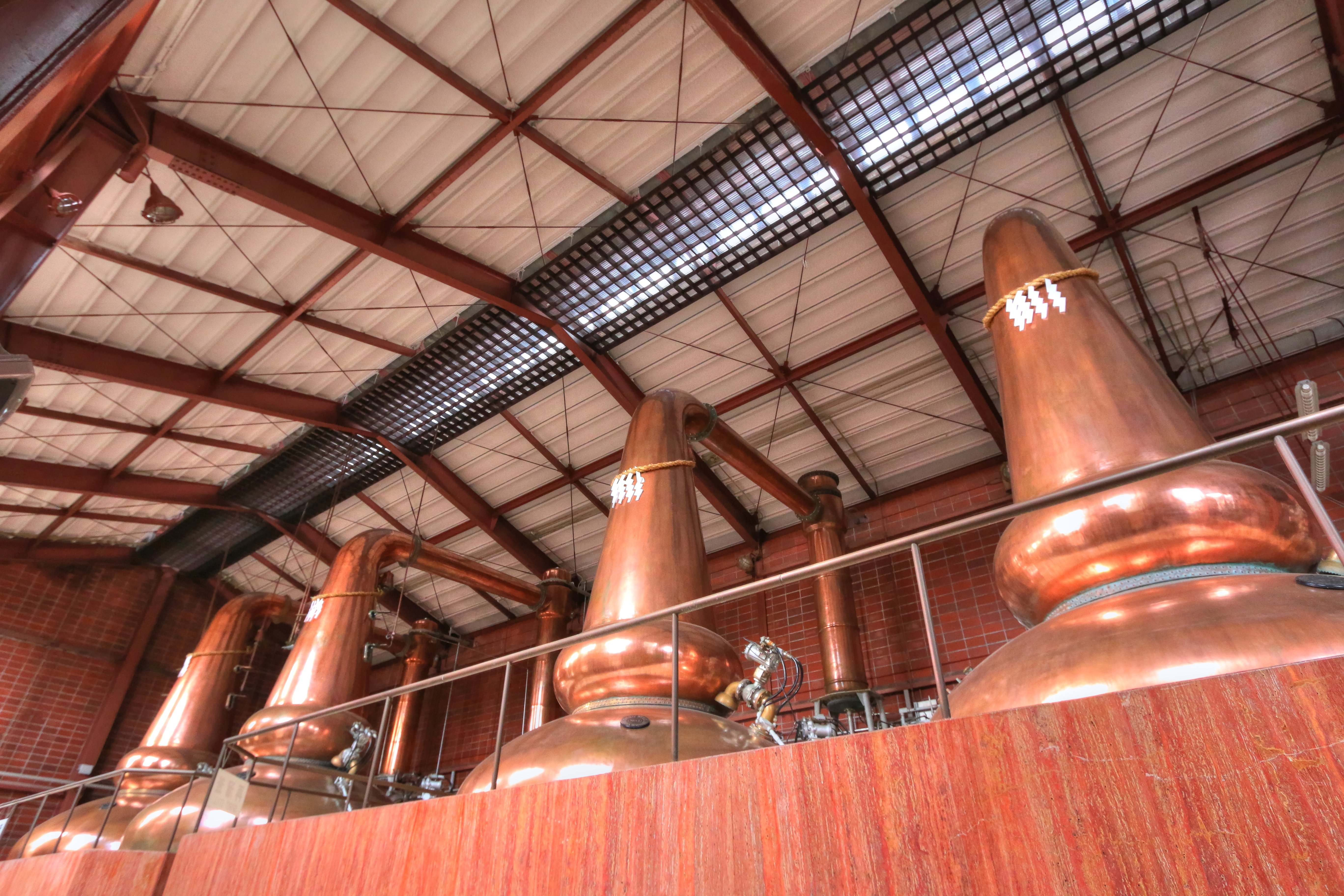
蒸溜棟（単式蒸溜器）内部
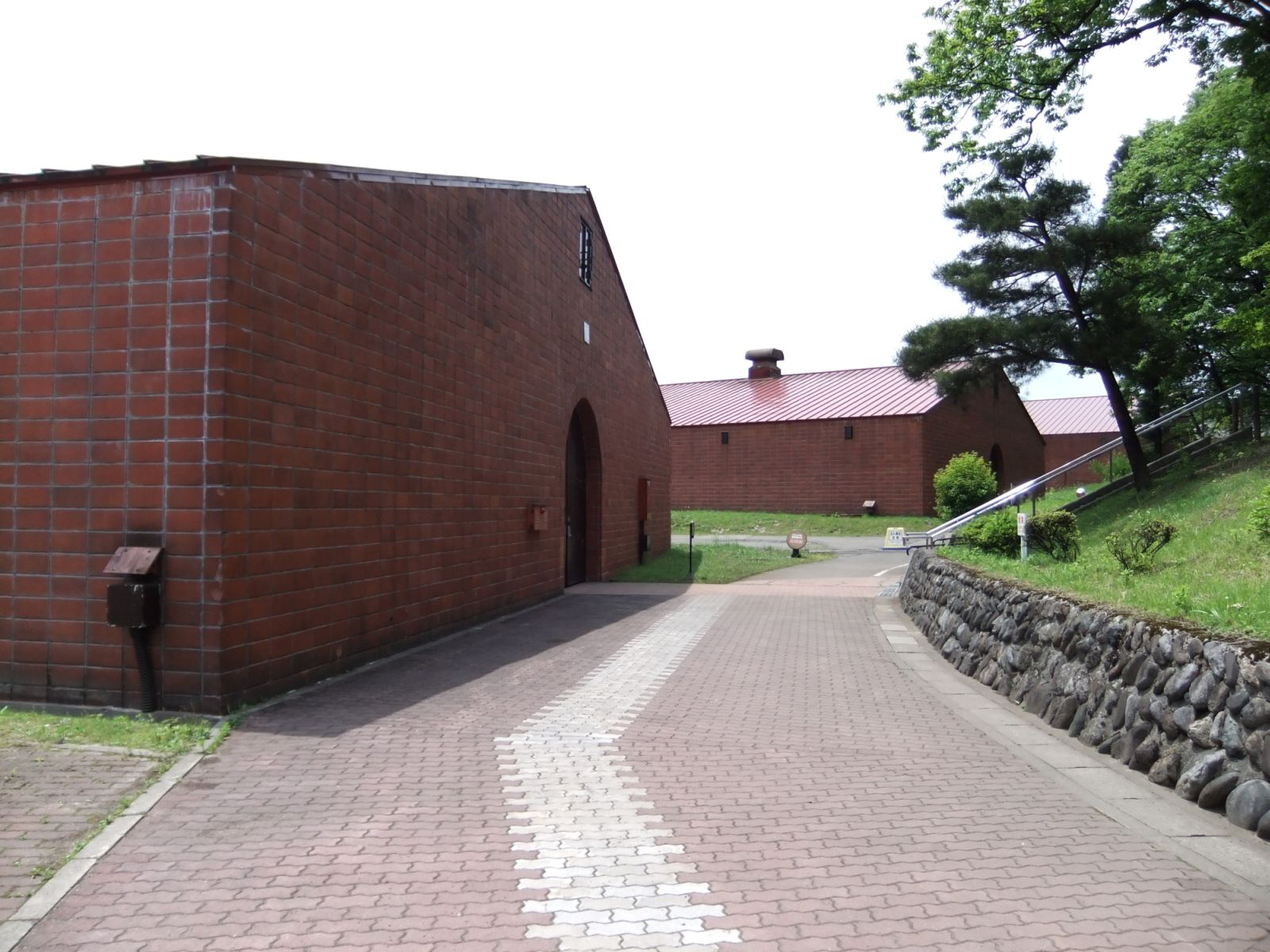
貯蔵庫
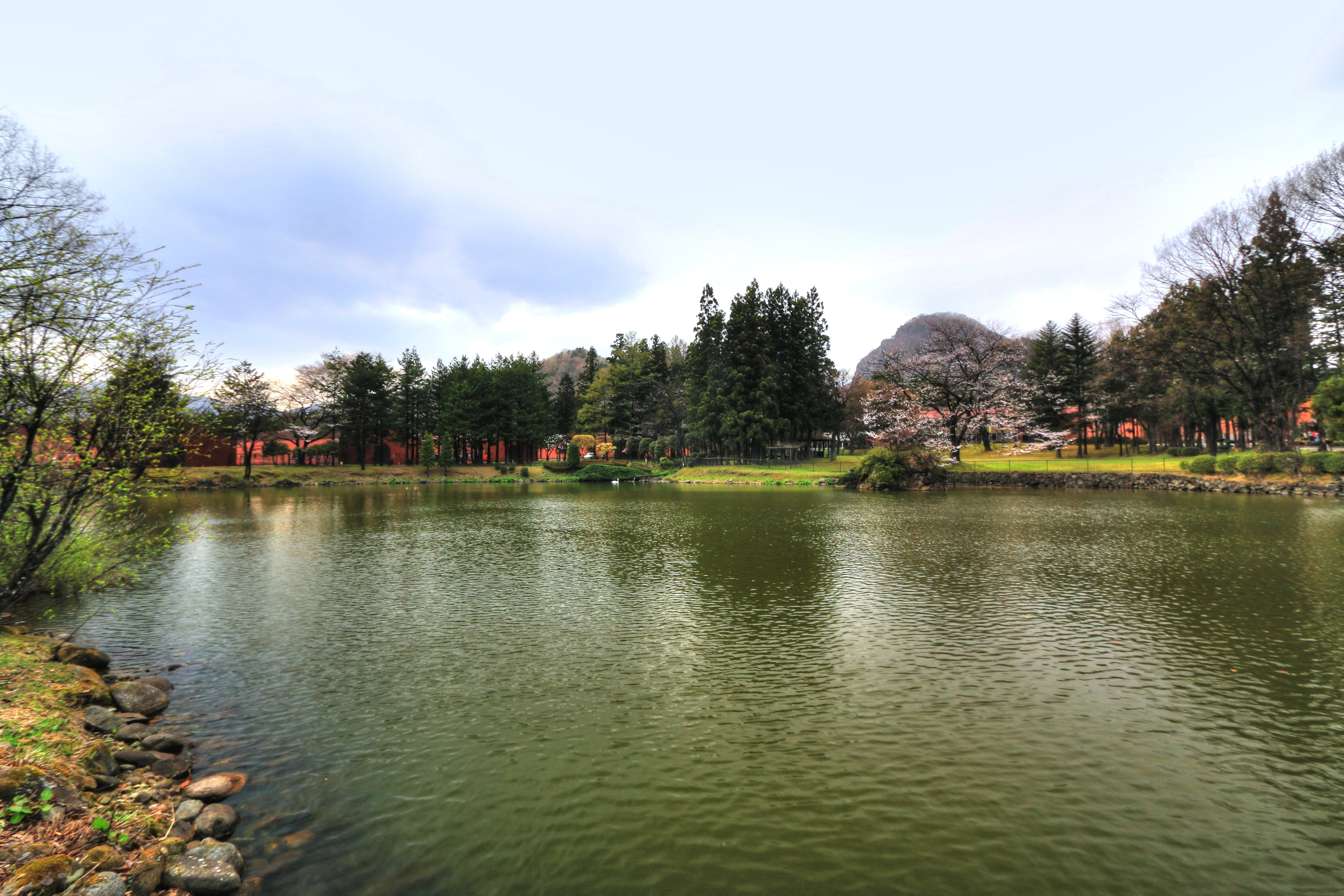
ニッカ池

宮城峡蒸留所は仙台市の西部の峡谷の中、広瀬川と新川川に挟まれた位置にある。この付近の気候は冷涼であり、霧が発生する湿潤な場所でもある。このような環境が乾燥から樽を守り、また原酒をよく成熟させる。また、新川川の伏流水の硬度は低く、ウイスキー造りの邪魔になる成分がほとんど含まれていない。このため、この水が仕込水として用いられている。
工場の建設においては、環境に対するいくつかの配慮がなされた。伐採する樹木の数は最低限に抑えられ、土地の形状、起伏も均さずにそのまま活用された。また、電線は地中に埋設されている。
蒸溜所内には様々な設備があり、施設内を無料で見学・試飲できるツアーも毎日9時 - 11時30分・12時30分 - 15時30分に組まれる。工場見学の業務等は（株）仙台ニッカサービスが担当している。毎年17-18万人が工場見学に訪れており、仙台市西部（旧宮城町）の観光拠点の1つともなっている。
1992年（平成4年）のガーデンハウス「赤レンガ」のオープン以降、敷地内のニッカ池周辺や新川川の河原などで花見や芋煮会が行われるようになり、一般客にも開放されるようになったが、環境保護のため2006年（平成18年）1月に取りやめた。
乾燥棟（キルン塔）
オオムギの麦芽を乾燥させる棟。「パゴタ屋根」と仏教用語で呼ばれる独特な景観は、蒸溜所のシンボルでもある。
蒸溜棟（単式蒸留器）
単式蒸溜器はスチームでじっくりと焚くタイプの蒸溜器。余市とは異なるまろやかな味わいのモルトウイスキーが製造できることから建設当初から導入された。
蒸溜棟（カフェ式連続式蒸留機）
元々は西宮工場に設置されていたものを1999年に移設した。
仕込棟
ウイスキーを蒸溜する以前の糖化・醗酵工程を行う。
ゲストホール
見学者がウイスキー等を試飲する施設。仙台工場の製品や限定品、お土産なども販売している。
製樽棟
ウイスキーを貯蔵するための樽をすべて手作りで製造する施設。
貯蔵庫
2014年現在25棟。
ニッカ池
仙台工場の施設に囲まれた、敷地の中程にある池。ハクチョウがおり、鎌倉山を借景している。
- 正門
- キルン塔
- 蒸溜棟（単式蒸溜器）内部
- 貯蔵庫
- ニッカ池

### 気温
参考として仙台工場に最も近いアメダス「新川」（北緯38度18分12秒 東経140度38分12秒 / 北緯38.30333度 東経140.63667度）の値を以下に示す。
| アメダス「新川」（標高：265m）の気候 | アメダス「新川」（標高：265m）の気候 | アメダス「新川」（標高：265m）の気候 | アメダス「新川」（標高：265m）の気候 | アメダス「新川」（標高：265m）の気候 | アメダス「新川」（標高：265m）の気候 | アメダス「新川」（標高：265m）の気候 | アメダス「新川」（標高：265m）の気候 | アメダス「新川」（標高：265m）の気候 | アメダス「新川」（標高：265m）の気候 | アメダス「新川」（標高：265m）の気候 | アメダス「新川」（標高：265m）の気候 | アメダス「新川」（標高：265m）の気候 | アメダス「新川」（標高：265m）の気候 |
| 月                                   | 1月                                  | 2月                                  | 3月                                  | 4月                                  | 5月                                  | 6月                                  | 7月                                  | 8月                                  | 9月                                  | 10月                                 | 11月                                 | 12月                                 | 年                                   |
| ------------------------------------ | ------------------------------------ | ------------------------------------ | ------------------------------------ | ------------------------------------ | ------------------------------------ | ------------------------------------ | ------------------------------------ | ------------------------------------ | ------------------------------------ | ------------------------------------ | ------------------------------------ | ------------------------------------ | ------------------------------------ |
| 平均最高気温 °C （°F）               | 2.6 (36.7)                           | 3.2 (37.8)                           | 6.9 (44.4)                           | 14.0 (57.2)                          | 19.0 (66.2)                          | 21.8 (71.2)                          | 24.9 (76.8)                          | 26.9 (80.4)                          | 22.9 (73.2)                          | 17.5 (63.5)                          | 11.7 (53.1)                          | 6.0 (42.8)                           | 14.8 (58.6)                          |
| 日平均気温 °C （°F）                 | −1.0 (30.2)                          | −0.7 (30.7)                          | 2.2 (36)                             | 8.1 (46.6)                           | 13.2 (55.8)                          | 17.0 (62.6)                          | 20.6 (69.1)                          | 22.1 (71.8)                          | 18.1 (64.6)                          | 12.1 (53.8)                          | 6.3 (43.3)                           | 1.8 (35.2)                           | 10.0 (50)                            |
| 平均最低気温 °C （°F）               | −4.9 (23.2)                          | −4.8 (23.4)                          | −2.4 (27.7)                          | 2.1 (35.8)                           | 7.4 (45.3)                           | 12.6 (54.7)                          | 16.9 (62.4)                          | 18.2 (64.8)                          | 13.9 (57)                            | 7.0 (44.6)                           | 1.3 (34.3)                           | −2.2 (28)                            | 5.5 (41.9)                           |
| 降水量 mm （inch）                   | 68.1 (2.681)                         | 61.4 (2.417)                         | 84.1 (3.311)                         | 104.9 (4.13)                         | 114.6 (4.512)                        | 150.3 (5.917)                        | 212.4 (8.362)                        | 222.8 (8.772)                        | 208.4 (8.205)                        | 129.8 (5.11)                         | 93.7 (3.689)                         | 82.0 (3.228)                         | 1,531.1 (60.28)                      |
| 降雪量 cm （inch）                   | 131 (51.6)                           | 117 (46.1)                           | 50 (19.7)                            | 3 (1.2)                              | 0 (0)                                | 0 (0)                                | 0 (0)                                | 0 (0)                                | 0 (0)                                | 0 (0)                                | 5 (2)                                | 66 (26)                              | 375 (147.6)                          |
| 平均月間日照時間                     | 87.2                                 | 102.3                                | 135.6                                | 171.1                                | 170.3                                | 124.5                                | 105.4                                | 115.2                                | 98.7                                 | 121.1                                | 106.3                                | 85.6                                 | 1,423.3                              |
| 出典：気象庁                         |                                      |                                      |                                      |                                      |                                      |                                      |                                      |                                      |                                      |                                      |                                      |                                      |                                      |

以下は雨温図。比較のため、仙台市都心部近くにある仙台管区気象台の値も示す。仙台と比べて新川は2-3℃低く、日較差が大きく、降水量が多い。

## 交通
- 鉄道 : 仙山線・作並駅から徒歩25分（宮城峡蒸留所入口までは1.6キロメートル、徒歩20分）。
- バス
  - 路線バス：仙台市営バス [63]・[65]・[840]系統「ニッカ橋」バス停より徒歩1分
  - 無料送迎バス：冬季（12月～3月）以外の土日祝に運行。作並駅と宮城峡蒸留所間のシャトルバス。
  - 無料周遊バス「紅葉号」[42]：10月・11月の土日祝に運行。作並温泉個人宿泊客向け。作並湯の駅ラサンタ～作並駅～宮城峡蒸留所～定義如来。
- 自動車 : 東北自動車道・仙台宮城インターチェンジより国道48号を山形方面へ約17キロメートル、約25分。